# بطولة أوروبا لكرة الطائرة للرجال 1950
بطولة أوروبا لكرة الطائرة للرجال 1950 (بالبلغارية: Европейско първенство по волейбол за мъже 1950)‏ هو الموسم 2 من  بطولة أمم أوروبا للكرة الطائرة للرجال. أقيم خلال الفترة 14 أكتوبر 1950 وحتى 22 أكتوبر 1950، وأشرف على تنظيمه الاتحاد الأوروبي للكرة الطائرة، وكان عدد الأندية المشاركة فيه  6.